# Papilio sosia
Espèce
Papilio sosia est une espèce de lépidoptères (papillons) de la famille des Papilionidae. Cette espèce est présente en Afrique centrale et dans le Golfe de Guinée.

## Description
L'envergure est comprise entre 9 et 11 cm. À l'avers les ailes sont noires. Les ailes antérieures portent une bande bleu-vert, deux macules de même couleur à l'apex et parfois une série de petites macules submarginale. Les ailes postérieures sont dentelées et allongées. Elles portent une bande bleu-vert qui descend assez bas et une série de macules submarginales de même couleur. La femelle a des couleurs un peu moins vives et plus claires que le mâle, et les ailes postérieures portent une double série de macules submarginales.
Au revers les ailes sont marron foncé. Chez le mâle les ailes antérieures portent quelques très petites macules submarginales de couleur crème tandis que les ailes postérieures portent une série de macules submarginales crème, ainsi que deux petites macules de même couleur dans l'angle anal. Chez la femelle les ailes sont plus claires, les ailes antérieures sont plus claires à l'apex, les macules submarginales des ailes postérieures sont plus réduites et accompagnées de zones plus claires.

Le corps est noir sur le dessus et marron foncé en-dessous.

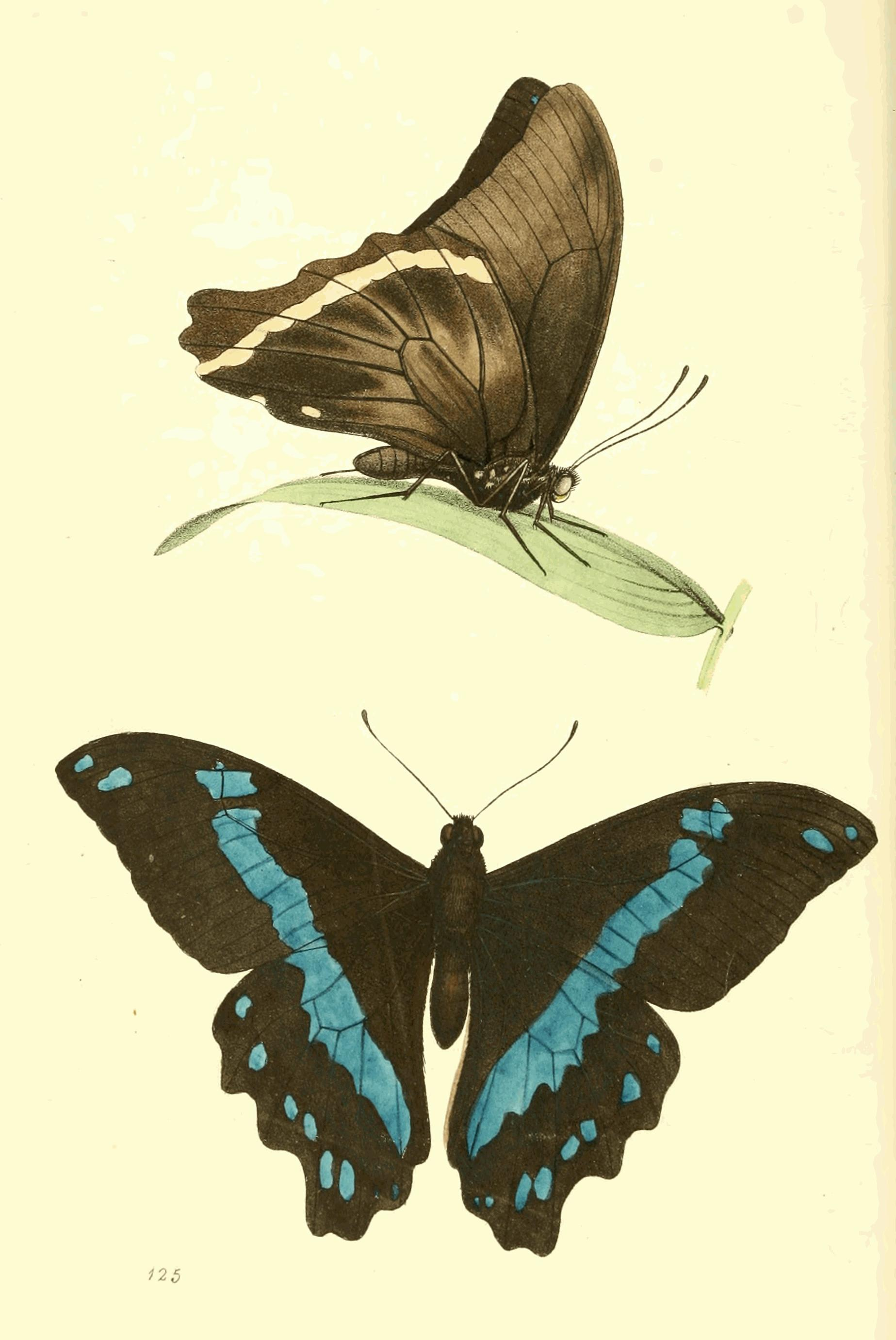
Papilio sosia (illustration)

## Écologie
la femelle pond ses œufs sur la plante-hôte. Cette espèce utilise comme plante-hôte des Rutacées, notamment Zanthoxylum gilletti et probablement d'autres espèces des genres Zanthoxylum, Teclea et Citrus. Les stades juvéniles sont mal connus, mais les chenilles passent probablement par cinq stades avant de se changer en chrysalide.

## Habitat et répartition
Papilio sosia est présent dans une grande partie de l'Afrique centrale et de l'Afrique de l'Ouest : Guinée-Bissau, Guinée, Sierra Leone, Libéria, Côte d'Ivoire, Ghana, Togo, Bénin, Nigéria, Cameroun, Guinée équatoriale, Gabon, Angola, République démocratique du Congo, République centrafricaine, Ouganda, Tanzanie. L'espèce affectionne les forêts équatoriales des basses terres, mais la sous-espèce debilis est présente en Tanzanie de 800 à 1500 m d'altitude.

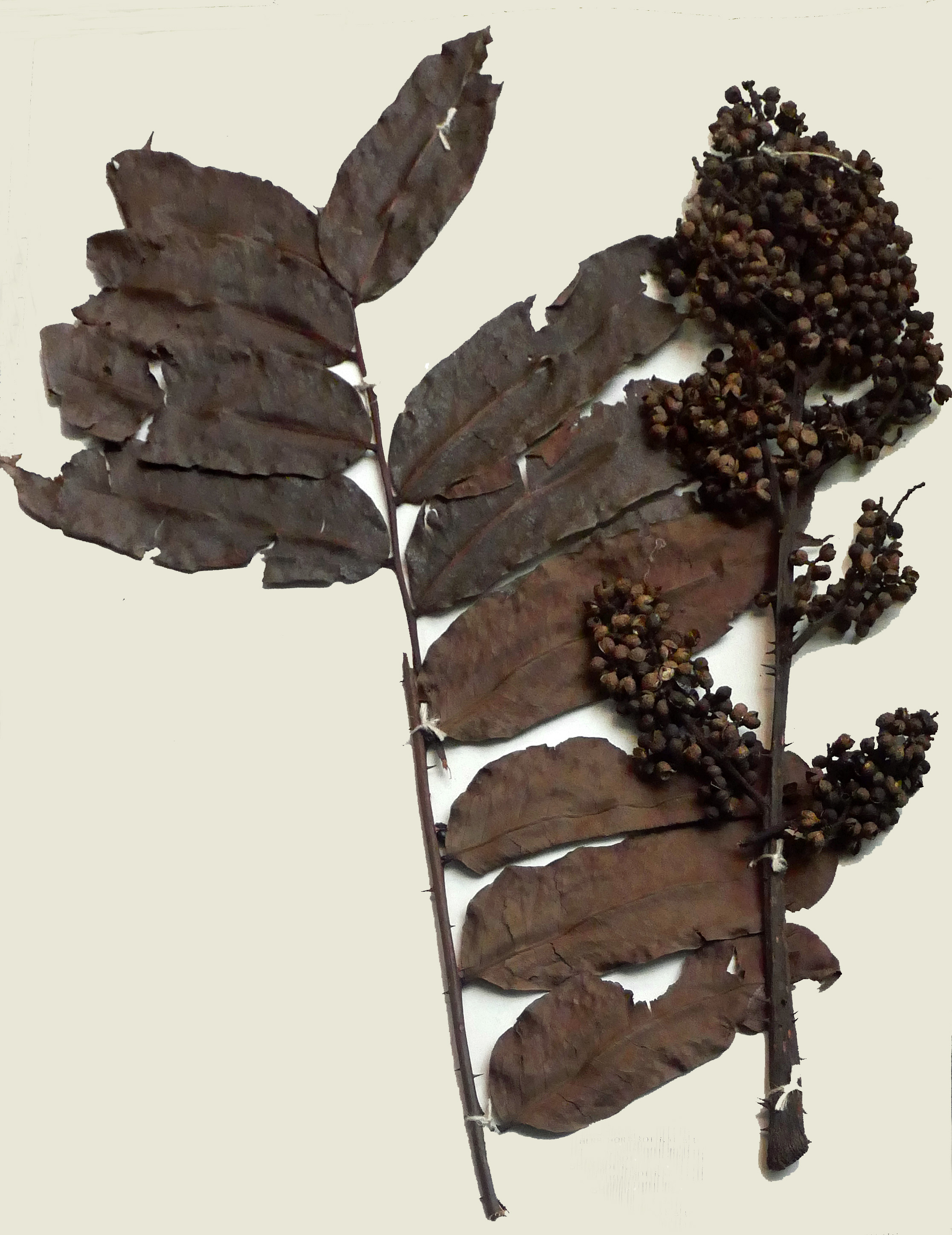
Zanthoxylum gilletii, plante-hôte
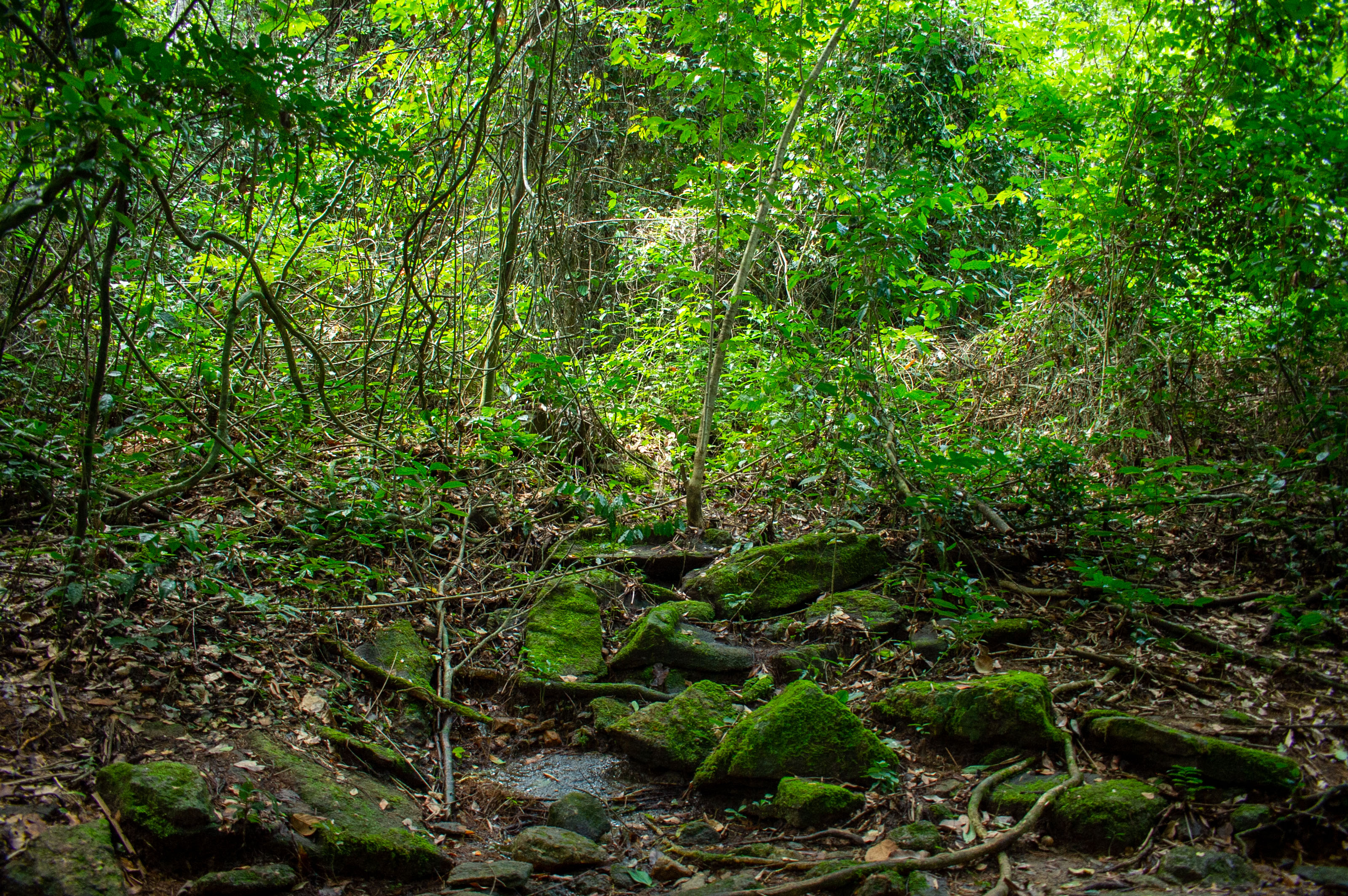
Parc national de Kakum au Ghana
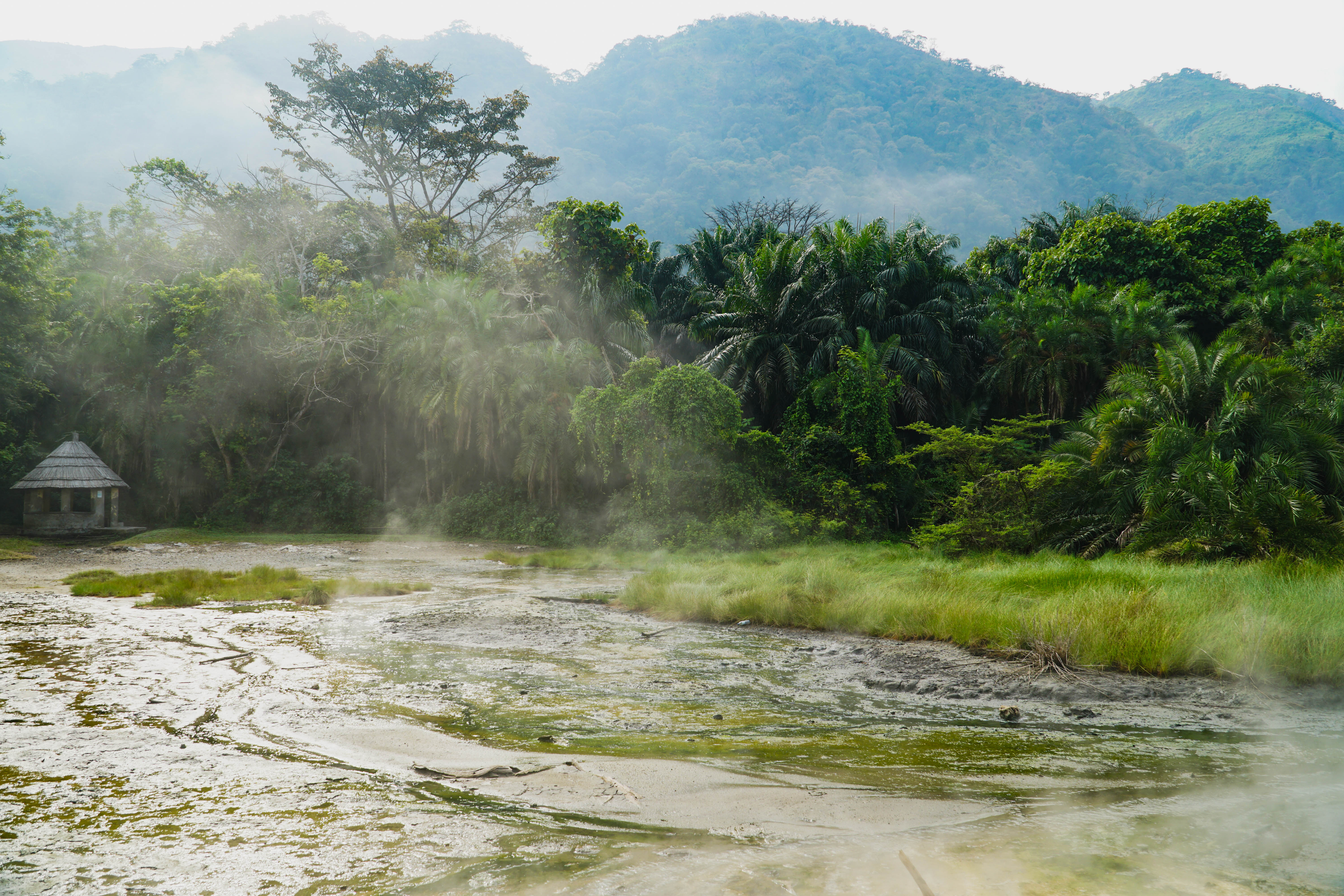
Forêt de l'Ituri en RDC

## Systématique
L'espèce Papilio sosia a été décrite pour la première fois en 1903 par les entomologistes Charles Rothschild et Heinrich Jordan dans la revue Novitates Zoologicae. Elle appartient au groupe de Papilio nireus, qui comprend une vingtaine d'espèces de Papilio africains.

### Sous-espèces[1]
- P. sosia sosia : Golfe de Guinée ; Guinée-Bissau, Guinée, Sierra Leone, Libéria, Côte d'Ivoire, Ghana, Togo, sud du Bénin, sud du Nigéria, ouest du Cameroun
- P. sosia debilis : Ouganda, nord-ouest de la Tanzanie.
- P. sosia pulchra : Cameroun, Guinée équatoriale, Gabon, Angola, République centrafricaine, République démocratique du Congo.

## Papilio sosiaet l'Homme

### Nom vernaculaire
L'espèce est appelée en anglais "Fair-banded Malachite", "Straight-banded Swallowtail" et "Medium green-banded swallowtail". 

### Menaces et conservation
Cette espèce n'est pas évaluée par l'UICN. En 1985 elle était considérée comme moins fréquente que Papilio nireus mais non menacée.